# Osas Idehen
Osas Idehen (Umuahia, 13 maggio 1990) è un ex calciatore nigeriano, di ruolo attaccante.

## Carriera

### Nazionale
Ha esordito in nazionale nell'amichevole del 3 marzo 2010 contro la Repubblica Democratica del Congo, segnando una doppietta per il 5-2 finale.